# Arte dei Chiavaioli
L'Arte dei Chiavaioli è stata una delle Arti Minori delle corporazioni di arti e mestieri di Firenze.

## Storia
Un primo statuto pervenutoci risale al 1329. La prima sede di riunione fu il chiostro della chiesa di Santo Stefano al Ponte, de cui derivò la devozione per il protomartire, a cui seguì una vera e propria residenza già in via de' Lamberti in angolo con lo scomparso sdrucciolo di San Michele, sede già quasi irriconoscibile al tempo delle demolizioni di Mercato Vecchio, per questo non risparmiata.
Nel 1534 l'Arte dei Chiavaioli entrò a far parte dell'Università dei Fabbricanti e venne definitivamente soppressa da Pietro Leopoldo di Lorena nel 1770.

## Organizzazione interna

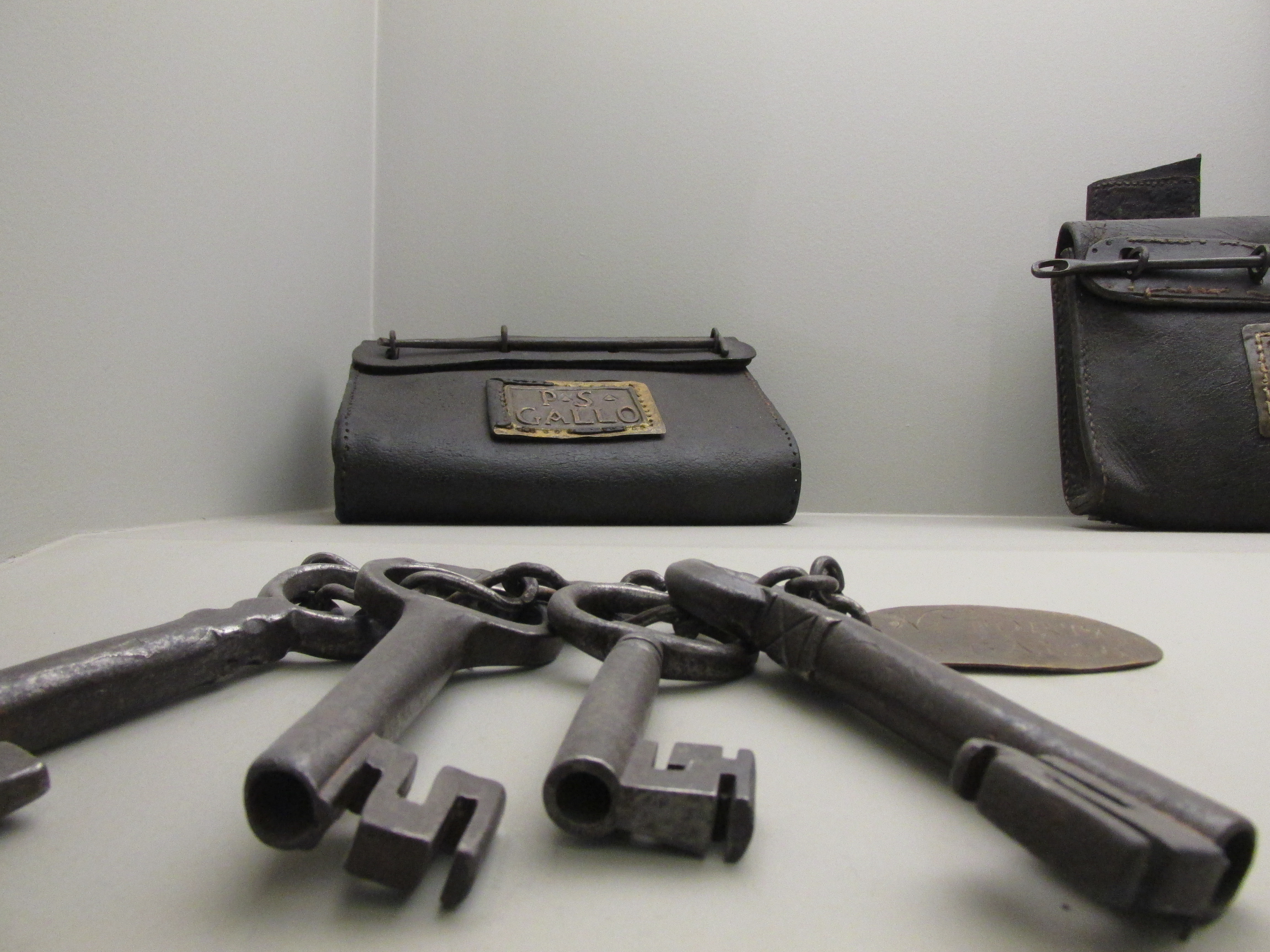
Le chiavi originali di Porta San Gallo, oggi a palazzo Vecchio

L'arte comprendeva una serie di artigiani legati dal materiale oggetto della loro attività, ovvero gli oggetti minuti di metallo. Vi si iscrivevano i creatori di serrature e relative chiavi (per porte, forzieri, scrigni, casseforti), di chiavistelli, di congegni meccanici, di secchi, pentole e calderoni in metallo, mercanti di oggetti di ferro nuovi e usati (come chiodi, borchie, ganci, cardini, catene, trespoli, scaldini, lanterne, molle, ferri da fuoco, oggetti da lavoro, coltelli e coltellini, bulini, aghi).
La creazione di serrature era un mestiere sorvegliato, e prevedeva il divieto di tenere calchi in cera delle chiavi per impedire la realizzazione di duplicati per ovvie ragioni di sicurezza.
I ferrivecchi riciclavano oggetti usati, anche inutilizzabili come le vecchie armi, per farne nuovi oggetti. I calderai o ramai erano specializzati nella produzione di stoviglie in rame, e concentravano le loro botteghe nella zona di via de' Pucci. Gli orologiai infine iniziarono a iscriversi dal 1378.
La materia prima veniva per lo più importata dalle miniere dell'Isola d'Elba e dal Casentino.

## Membri illustri

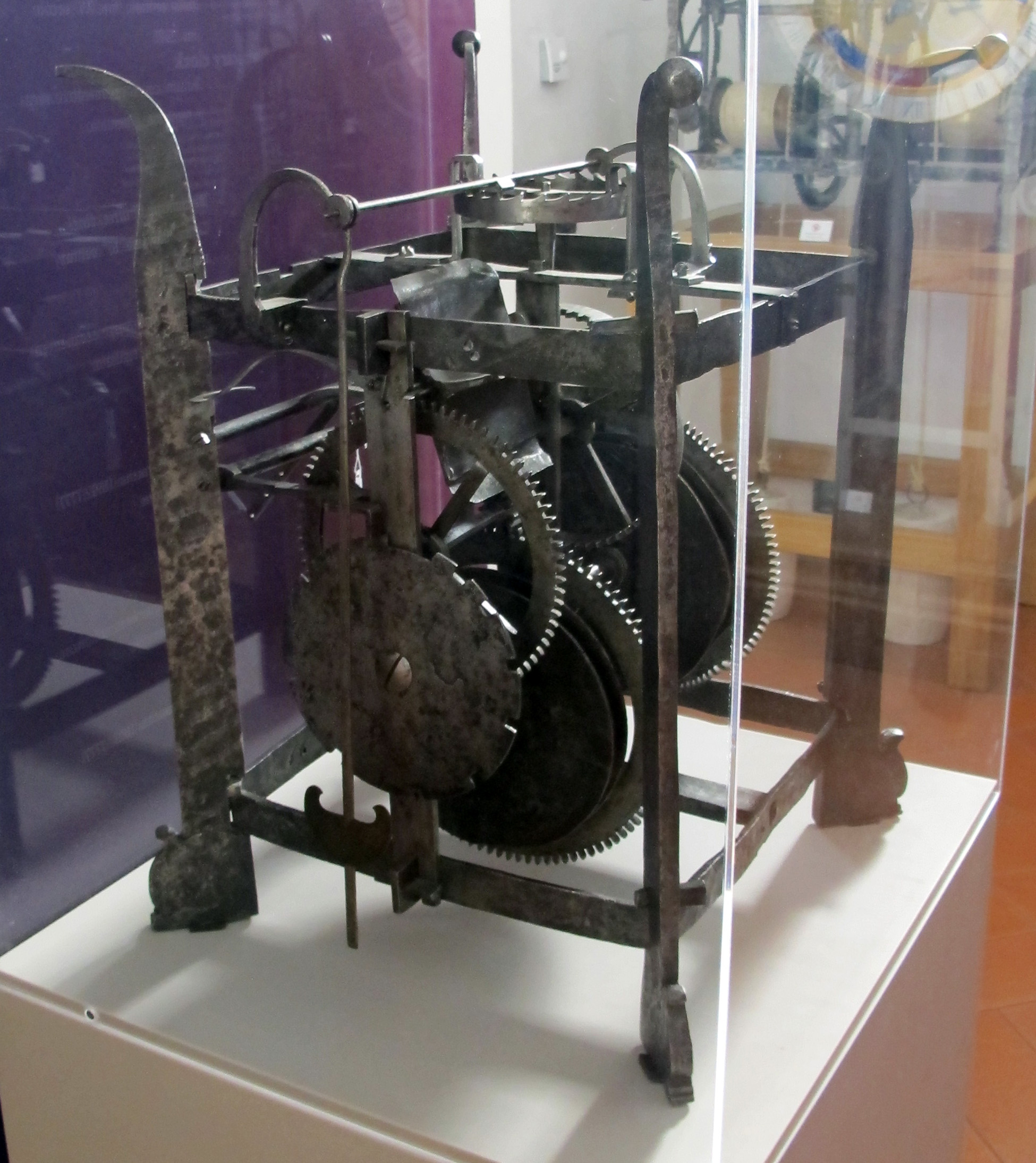
Il meccanismo di un orologio da edificio, fine del XVI secolo, Museo Galileo

Bartolomeo Masi è un calderaio vissuto tra il 1480 e il 1530 che ci ha lasciato un importante libro di ricordanze (pubblicato nel 1906 da Sansoni). Niccolò degli Oriuoli fu il primo orologiaio a iscriversi, autore del primo orologio pubblico (nell'uso fiorentino antico oriuolo) destinato alla torre di Palazzo Vecchio.

## Patronati
La corporazione scelse santo Stefano come proprio protettore, anche perché la prima sede di riunione era stata la chiesa di Santo Stefano al Ponte; in questo condivideva la scelta con l'Arte dei Legnaioli. Inoltre erano devori a san Zanobi, festeggiando in particolare la festa del 25 maggio.
In Orsanmichele non ebbe una nicchia esterna, ma decorò un pilastro interno insieme ai Legnaioli.